# Films américains sortis en 1952
Listes de films américains
- 1948
- 1949
- 1950
- 1951
- 1952
- 1953
- 1954
- 1955
- 1956

Liste (non exhaustive) de films américains sortis en 1951.
The Greatest Show on Earth de Cecil B. DeMille remporte l'Oscar du meilleur film à la 25e cérémonie des Oscars du cinéma qui se tient le 19 mars 1953.

## A-B (par ordre alphabétique des titres en anglais)
| Titre                                   | Réalisateur                 | Distribution                                           | Genre            | Notes/Studio     |  |
| --------------------------------------- | --------------------------- | ------------------------------------------------------ | ---------------- | ---------------- |  |
| 5 Fingers                               | Joseph L. Mankiewicz        | James Mason, Danielle Darrieux, Michael Rennie         | Drame            |                  |  |
| Aaron Slick from Punkin Crick           | Claude Binyon               | Alan Young, Dinah Shore, Adele Jergens, Robert Merrill | Comédie          | Paramount        |  |
| Abbott and Costello Meet Captain Kidd   | Charles Lamont              | Abbott et Costello, Charles Laughton                   | Comédie          | Warner Bros.     |  |
| Above and Beyond                        | Melvin Frank, Norman Panama | Robert Taylor, Eleanor Parker                          | Film de guerre   | MGM              |  |
| Affair in Trinidad                      | Vincent Sherman             | Rita Hayworth, Glenn Ford                              | Film noir        | Columbia         |  |
| Against All Flags                       | George Sherman              | Errol Flynn, Maureen O'Hara                            | Film d'action    | Universal        |  |
| Androcles and the Lion                  | Chester Erskine             | Jean Simmons, Victor Mature, Alan Young                | Film historique  |                  |  |
| Angel Face                              | Otto Preminger              | Robert Mitchum, Jean Simmons                           | Film noir        | RKO              |  |
| April in Paris                          | David Butler                | Ray Bolger, Doris Day                                  | Film musical     |                  |  |
| At Sword's Point                        | Lewis Allen                 | Cornel Wilde, Maureen O'Hara, Gladys Cooper            | Aventure         |                  |  |
| The Atomic City                         | Jerry Hopper                | Gene Barry, Lydia Clarke                               | Drame            |                  |  |
| The Bad and the Beautiful               | Vincente Minnelli           | Lana Turner, Kirk Douglas, Walter Pidgeon              | Drame            | Film d'amour     |  |
| Because of You                          | Joseph Pevney               | Loretta Young, Jeff Chandler, Frances Dee              |                  |                  |  |
| Because You're Mine                     | Alexander Hall              | Mario Lanza, Doretta Morrow                            | Film musical     | MGM              |  |
| Bela Lugosi Meets a Brooklyn Gorilla    | William Beaudine            | Bela Lugosi, Duke Mitchell                             | Comédie          | Realart          |  |
| The Belle of New York                   | Charles Walters             | Fred Astaire, Vera-Ellen                               | Comédie musicale | MGM              |  |
| Belles on Their Toes                    | Henry Levin                 | Jeanne Crain, Myrna Loy, Debra Paget                   | Comédie          |                  |  |
| Bend of the River                       | Anthony Mann                | James Stewart, Rock Hudson, Arthur Kennedy             | Western          | MGM              |  |
| Beware, My Lovely                       | Harry Horner                | Ida Lupino, Robert Ryan                                | Film noir        | RKO              |  |
| Big Jim McLain                          | Edward Ludwig               | John Wayne, James Arness                               | Drame            | Warner Bros.     |  |
| The Big Sky                             | Howard Hawks                | Kirk Douglas                                           | Western          |                  |  |
| The Big Trees                           | Felix E. Feist              | Kirk Douglas                                           | Drame            | Warner Bros.     |  |
| The Black Castle                        | Nathan H. Juran             | Richard Greene, Boris Karloff, Stephen McNally         | Film d'horreur   | Universal        |  |
| Blackbeard the Pirate                   | Raoul Walsh                 | Robert Newton, Linda Darnell                           | Aventure         | RKO              |  |
| La levée des Tomahawks (Brave Warrior)  | Spencer Gordon Bennet       | Jon Hall, Christine Larsen, Jay Silverheels            | Western          |                  |  |
| Buffalo Bill in Tomahawk Territory (en) | Bernard Rey                 | Clayton Moore, Charles Harvey                          | Western          |                  |  |
| The Bushwackers                         | Rod Amateau                 | John Ireland, Lawrence Tierney, Dorothy Malone         | Western          |                  |  |
| Bwana Devil                             | Arch Oboler                 | Robert Stack, Nigel Bruce                              | Drame            | Filmé en Afrique |  |

## C-G
| Titre                      | Réalisateur      | Distribution                                                                               | Genre             | Notes                                         |
| -------------------------- | ---------------- | ------------------------------------------------------------------------------------------ | ----------------- | --------------------------------------------- |
| Californie en flammes      | Lew Landers      | Cornel Wilde, Teresa Wright                                                                | Aventure          |                                               |
| The Captive City           | Robert Wise      | John Forsythe, Joan Camden                                                                 | Film noir         | United Artists                                |
| Captive Women              | Stuart Gilmore   | Ron Randell, Margaret Field                                                                | Science fiction   | RKO Pictures                                  |
| Carbine Williams           | Richard Thorpe   | James Stewart, Jean Hagen, Wendell Corey                                                   | Film biographique |                                               |
| Carrie                     | William Wyler    | Jennifer Jones, Laurence Olivier, Miriam Hopkins                                           | Drame             | Paramount Pictures                            |
| Carson City                | André de Toth    | Randolph Scott, Raymond Massey                                                             | Western           | Warner Bros.                                  |
| Clash by Night             | Fritz Lang       | Barbara Stanwyck, Robert Ryan, Paul Douglas, Marilyn Monroe                                | Drame             | RKO Pictures                                  |
| Come Back, Little Sheba    | Daniel Mann      | Burt Lancaster, Shirley Booth, Terry Moore                                                 | Drame             | Oscar du meilleur acteur pour Booth           |
| The Crimson Pirate         | Robert Siodmak   | Burt Lancaster                                                                             | Aventure          | Warner Bros.                                  |
| Deadline – U.S.A.          | Richard Brooks   | Humphrey Bogart, Ethel Barrymore, Kim Hunter                                               | Drame policier    |                                               |
| Denver and Rio Grande      | Byron Haskin     | Edmond O'Brien, Sterling Hayden, Dean Jagger                                               | Western           |                                               |
| Desperate Search (en)      | Joseph H. Lewis  | Howard Keel, Jane Greer, Keenan Wynn                                                       | Aventure          |                                               |
| The Devil Makes Three      | Andrew Marton    | Gene Kelly, Pier Angeli                                                                    | Thriller          | MGM                                           |
| Diplomatic Courier         | Henry Hathaway   | Tyrone Power, Patricia Neal, Hildegard Knef                                                | Drame             |                                               |
| The Dog House              | Hanna-Barbera    | Tom and Jerry                                                                              | Dessin animé      | MGM                                           |
| Don't Bother to Knock      | Roy Ward Baker   | Marilyn Monroe, Richard Widmark, Anne Bancroft                                             | Drame             | 20th Century Fox                              |
| Dreamboat                  | Claude Binyon    | Clifton Webb, Ginger Rogers, Anne Francis                                                  | Comédie           |                                               |
| The Duck Doctor            | Hanna-Barbera    | Tom and Jerry                                                                              | Dessin animé      | MGM                                           |
| Face to Face               | John Brahm       | James Mason, Robert Preston, Gene Lockhart                                                 | Drame             | Film à sketches                               |
| The Fallbrook Story        | Frank Capra      | town's fight for water rights                                                              | Documentaire      | Court métrage                                 |
| Feed the Kitty             | Chuck Jones      |                                                                                            | Dessin animé      | Warner Bros.                                  |
| Fit to Be Tied             | Hanna-Barbera    | Tom and Jerry                                                                              | Dessin animé      | MGM                                           |
| Flaming Feather            | Ray Enright      | Sterling Hayden, Barbara Rush, Forrest Tucker                                              | Western           |                                               |
| Flesh and Fury             | Joseph Pevney    | Tony Curtis, Jan Sterling, Wallace Ford                                                    | Drame sportif     |                                               |
| Fool Coverage              | Robert McKimson  |                                                                                            | Dessin animé      | Warner Bros.                                  |
| The Four Poster            | Irving Reis      | Rex Harrison, Lilli Palmer                                                                 | Comédie           | D'après The Four poster                       |
| A Girl in Every Port       | Chester Erskine  | Groucho Marx, Marie Wilson, William Bendix                                                 | Comédie           |                                               |
| The Greatest Show on Earth | Cecil B. DeMille | Charlton Heston, Betty Hutton, James Stewart, Cornel Wilde, Dorothy Lamour, Henry Wilcoxon | Drame             | Remporte 2 Oscars dont celui du meilleur film |

## H-J
| Titre                            | Réalisateur            | Distribution                                                   | Genre                           | Notes                                                             |
| -------------------------------- | ---------------------- | -------------------------------------------------------------- | ------------------------------- | ----------------------------------------------------------------- |
| Hangman's Knot                   | Roy Huggins            | Randolph Scott, Donna Reed                                     | Western                         |                                                                   |
| Hans Christian Andersen          | Charles Vidor          | Danny Kaye, Farley Granger                                     | Film musical, film biographique | RKO; 6 nominations aux Oscars                                     |
| The Happy Time                   | Richard Fleischer      | Charles Boyer, Louis Jourdan                                   | Comédie                         | Columbia Pictures                                                 |
| Hare Lift                        | Friz Freleng           |                                                                | Dessin animé                    | Warner Bros.                                                      |
| Has Anybody Seen My Gal?         | Douglas Sirk           | Piper Laurie, Rock Hudson                                      | Film d'amour                    | Universal                                                         |
| The Hasty Hare                   | Charles M. Jones       | Bugs Bunny                                                     | Dessin animé                    | MGM                                                               |
| Hellgate                         | Charles Marquis Warren | Sterling Hayden, Joan Leslie                                   | Western                         |                                                                   |
| Hiawatha                         | Kurt Neumann           | Vince Edwards, Keith Larsen                                    | Western                         |                                                                   |
| Hic-cup Pup                      | Hanna-Barbera          |                                                                | Dessin animé                    | MGM                                                               |
| High Noon                        | Fred Zinnemann         | Gary Cooper, Grace Kelly, Katy Jurado                          | Western                         | United Artists; Remporte 4 Oscars                                 |
| Horizons West                    | Budd Boetticher        | Robert Ryan, Julie Adams, Rock Hudson                          | Western                         |                                                                   |
| The I Don't Care Girl            | Lloyd Bacon            | Mitzi Gaynor, Oscar Levant                                     | Film musical                    |                                                                   |
| Indian Uprising                  | Ray Nazarro            | George Montgomery, Audrey Long                                 | Western                         |                                                                   |
| Invasion U.S.A.                  | Alfred Green           | Dan O'Herlihy, Peggie Castle                                   | Guerre froide                   | Columbia Pictures                                                 |
| It Grows on Trees                | Arthur Lubin           | Irene Dunne, Dean Jagger                                       | Comédie                         |                                                                   |
| Ivanhoe                          | Richard Thorpe         | Robert Taylor, Elizabeth Taylor, Joan Fontaine, George Sanders | Aventure                        | D'après le roman de Sir Walter Scott; nommé pour 2 Academy Awards |
| Jack and the Beanstalk           | Jean Yarbrough         | Abbott et Costello                                             | Comédie                         | Warner Bros.                                                      |
| Japanese War Bride               | King Vidor             | Shirley Yamaguchi, Don Taylor                                  | Drame                           |                                                                   |
| The Jazz Singer                  | Michael Curtiz         | Danny Thomas, Peggy Lee                                        | Film musical, drame             | Warner Bros.; reprise du film de 1927                             |
| Jumping Jacks                    | Norman Taurog          | Dean Martin, Jerry Lewis                                       | Comédie                         | Paramount Pictures                                                |
| Jungle Jim in the Forbidden Land | Lew Landers            | Johnny Weissmuller, Angela Greene                              | Aventure                        | Columbia Pictures                                                 |

## K-N
| Titre                             | Réalisateur                       | Distribution                                 | Genre                           | Notes                              |
| --------------------------------- | --------------------------------- | -------------------------------------------- | ------------------------------- | ---------------------------------- |
| Kansas City Confidential          | Phil Karlson                      | John Payne, Coleen Gray                      | Film noir                       | United Artists                     |
| Kid Monk Baroni                   | Harold D. Schuster                | Bruce Cabot, Leonard Nimoy                   | Drame                           |                                    |
| The Las Vegas Story               | Robert Stevenson                  | Jane Russell, Vincent Price                  | Film noir                       | RKO Pictures                       |
| Limelight                         | Charles Chaplin                   | Charlie Chaplin, Claire Bloom                | Comédie                         | United Artists                     |
| Little Runaway                    | Hanna-Barbera                     | Tom and Jerry                                | Dessin animé                    | MGM                                |
| Lone Star                         | Vincent Sherman                   | Clark Gable, Ava Gardner                     | Western                         | MGM                                |
| Lost in Alaska                    | Jean Yarbrough                    | Abbott et Costello                           | Comédie                         | Universal Pictures                 |
| Lovely to Look At                 | Mervyn LeRoy                      | Kathryn Grayson, Red Skelton, Howard Keel    | Film musical                    |                                    |
| Lure of the Wilderness            | Jean Negulesco                    | Jean Peters, Jeffrey Hunter                  | Aventure                        |                                    |
| The Lusty Men                     | Nicholas Ray, Robert Parrish      | Robert Mitchum, Susan Hayward                | Western                         | RKO Pictures                       |
| Macao                             | Josef von Sternberg, Nicholas Ray | Robert Mitchum, Jane Russell, Gloria Grahame | Film noir                       | RKO Pictures                       |
| Madeline                          |                                   |                                              | Dessin animé                    | United Productions of America      |
| Magical Maestro                   | Tex Avery                         |                                              | Dessin animé                    | MGM                                |
| The Marrying Kind                 | George Cukor                      | Judy Holliday, Aldo Ray                      | Comédie                         | Columbia Pictures                  |
| Meet Danny Wilson                 | Joseph Pevney                     | Frank Sinatra, Shelley Winters, Raymond Burr | Film musical                    |                                    |
| The Member of the Wedding         | Fred Zinnemann                    | Julie Harris, Ethel Waters                   | Drame                           | D'après un roman de 1946           |
| The Merry Widow                   | Curtis Bernhardt                  | Fernando Lamas, Lana Turner                  | Film musical                    | MGM                                |
| Million Dollar Mermaid            | Mervyn LeRoy                      | Victor Mature, Esther Williams               | Film biographique, film musical | D'après la vie d'Annette Kellerman |
| The Miracle of Our Lady of Fatima | John Brahm                        | Gilbert Roland                               | Drame                           | Warner Bros.                       |
| Les Misérables                    | Lewis Milestone                   | Michael Rennie, Robert Newton                | Drame                           | 20th Century Fox                   |
| Monkey Business                   | Howard Hawks                      | Cary Grant, Marilyn Monroe                   | Screwball comedy                | 20th Century Fox                   |
| Montana Belle                     | Allan Dwan                        | Jane Russell, George Brent                   | Western                         |                                    |
| My Cousin Rachel                  | Henry Koster                      | Olivia de Havilland, Richard Burton          | Film à énigme                   | 20th Century Fox                   |
| My Pal Gus                        | Robert Parrish                    | Richard Widmark, Joanne Dru                  | Comédie                         | 20th Century Fox                   |
| My Six Convicts                   | Hugo Fregonese                    | Gilbert Roland, Millard Mitchell             | Comédie                         |                                    |
| My Son John                       | Leo McCarey                       | Dean Jagger, Helen Hayes, Van Heflin         | Drame                           |                                    |
| The Narrow Margin                 | Richard Fleischer                 | Charles McGraw, Marie Windsor                | Film noir                       | RKO Pictures                       |
| No Room for the Groom (en)        | Douglas Sirk                      | Tony Curtis, Piper Laurie                    | Comédie                         |                                    |

## O-R
| Titre                        | Réalisateur      | Distribution                                                                                           | Genre              | Notes                          |
| ---------------------------- | ---------------- | --- | ------------------ | ------------------------------ |
| O. Henry's Full House        | 5 Directors      | Charles Laughton, Marilyn Monroe, Anne Baxter, Oscar Levant, Jean Peters, Jeanne Crain, Dale Robertson | Film à sketches    | 20th Century Fox               |
| Oily Hare                    | Robert McKimson  | Bugs Bunny                                                                                             | Dessin animé       | Warner Bros.                   |
| On Dangerous Ground          | Nicholas Ray     | Ida Lupino, Robert Ryan                                                                                | Film noir          | RKO Pictures                   |
| One Minute to Zero           | Tay Garnett      | Robert Mitchum, Ann Blyth                                                                              | Film de guerre     | RKO Pictures                   |
| Operation: Rabbit            | Charles M. Jones | Bugs Bunny                                                                                             | Dessin animé       | Warner Bros.                   |
| Othello                      | Orson Welles     | Orson Welles, Robert Coote                                                                             | Drame              | United Artists                 |
| Pat and Mike                 | George Cukor     | Katharine Hepburn, Spencer Tracy                                                                       | Comédie            | MGM                            |
| Phone Call from a Stranger   | Jean Negulesco   | Shelley Winters, Gary Merrill, Bette Davis                                                             | Drame              |                                |
| The Pleasure Garden          | James Broughton  | | Court métrage      |                                |
| Plymouth Adventure           | Clarence Brown   | Spencer Tracy, Gene Tierney, Van Johnson                                                               | Drame              | MGM                            |
| Pony Soldier                 | Joseph M. Newman | Tyrone Power, Robert Horton, Thomas Gomez                                                              | Western            |                                |
| Posse Cat                    | Hanna-Barbera    | Tom and Jerry                                                                                          | Dessin animé       | MGM                            |
| The Pride of St. Louis       | Harmon Jones     | Dan Dailey, Joanne Dru, Richard Crenna                                                                 | Film biographique  | D'après un récit de Dizzy Dean |
| The Prisoner of Zenda        | Richard Thorpe   | Deborah Kerr, James Mason                                                                              | Aventure           | Reprise du film de 1937        |
| Push-Button Kitty            | Hanna-Barbera    | Tom and Jerry                                                                                          | Dessin animé       | MGM                            |
| The Quiet Man                | John Ford        | Maureen O'Hara, John Wayne                                                                             | Comédie romantique | Republic Pictures              |
| Rabbit Seasoning             | Charles M. Jones | Bugs Bunny                                                                                             | Dessin animé       | Warner Bros.                   |
| Radar Men from the Moon (en) | Fred C. Brannon  | | Serial             | Republic Pictures              |
| Rancho Notorious             | Fritz Lang       | Marlene Dietrich, Arthur Kennedy, Mel Ferrer                                                           | Western            | RKO Pictures                   |
| Red Ball Express             | Budd Boetticher  | Jeff Chandler, Alex Nicol, Sidney Poitier                                                              | Film de guerre     |                                |
| Red Planet Mars              | Harry Horner     | Peter Graves                                                                                           | Science fiction    | United Artists                 |
| Red Skies of Montana         | Joseph M. Newman | Richard Widmark, Richard Boone                                                                         | Aventure           | 20th Century Fox               |
| Retreat, Hell! (en)          | Joseph H. Lewis  | Frank Lovejoy, Russ Tamblyn                                                                            | Film de guerre     | Warner Bros.                   |
| Return of the Texan          | Delmer Daves     | Dale Robertson, Joanne Dru, Walter Brennan                                                             | Western            |                                |
| Road to Bali                 | Hal Walker       | Bing Crosby, Bob Hope, Dorothy Lamour                                                                  | Comédie            | Paramount                      |
| Ruby Gentry                  | King Vidor       | Jennifer Jones, Charlton Heston, Karl Malden                                                           | Drame              |                                |

## S-Z
| Titre                                      | Réalisateur                    | Distribution                                                               | Genre              | Notes                                                     |
| ------------------------------------------ | ------------------------------ | -------------------------------------------------------------------------- | ------------------ | --------------------------------------------------------- |
| Sailor Beware                              | Hal Walker                     | Dean Martin, Jerry Lewis                                                   | Comédie            | Paramount Pictures                                        |
| The Savage                                 | George Marshall                | Charlton Heston, Susan Morrow                                              | Western            |                                                           |
| Scandal Sheet                              | Phil Karlson                   | Broderick Crawford, John Derek, Donna Reed                                 | Drame policier     | Columbia Pictures                                         |
| Scaramouche                                | George Sidney                  | Stewart Granger, Janet Leigh                                               | Aventure           | MGM                                                       |
| Singin' in the Rain                        | Stanley Donen                  | Gene Kelly, Debbie Reynolds, Donald O'Connor, Jean Hagen, Millard Mitchell | Comédie musicale   | MGM; 2 nominations aux Oscars; Golden Globe pour O'Connor |
| Smitten Kitten                             | Hanna-Barbera                  |                                                                            | Dessin animé       | MGM                                                       |
| The Sniper                                 | Edward Dmytryk                 | Adolphe Menjou, Arthur Franz                                               | Film noir          | Columbia Pictures                                         |
| The Snows of Kilimanjaro                   | Henry King                     | Gregory Peck, Ava Gardner, Susan Hayward                                   | Aventure           | D'après le récit d'Ernest Hemingway                       |
| Something to Live For                      | George Stevens                 | Joan Fontaine, Ray Milland                                                 | Drame              | Paramount Pictures                                        |
| Son of Geronimo                            | Spencer Gordon Bennet          | Clayton Moore, Rodd Redwing                                                | Western            | Columbia Pictures                                         |
| Son of Paleface                            | Frank Tashlin                  | Bob Hope, Jane Russell, Roy Rogers                                         | Western, comédie   | Suite de The Paleface                                     |
| Springfield Rifle                          | André de Toth                  | Gary Cooper, Phyllis Thaxter, Lon Chaney, Jr.                              | Western            |                                                           |
| The Star                                   | Stuart Heisler                 | Bette Davis, Sterling Hayden                                               | Drame              | 20th Century Fox                                          |
| Steel Town                                 | George Sherman                 | John Lund, Ann Sheridan, Howard Duff                                       | Drame              |                                                           |
| The Steel Trap                             | Andrew L. Stone                | Joseph Cotten, Teresa Wright                                               | film noir          |                                                           |
| The Stooge                                 | Norman Taurog                  | Dean Martin, Jerry Lewis, Polly Bergen                                     | Comédie            | Paramount Pictures                                        |
| Stop, You're Killing Me                    | Roy Del Ruth                   | Broderick Crawford, Claire Trevor, Margaret Dumont                         | Comédie            |                                                           |
| The Story of Robin Hood and His Merrie Men | Ken Annakin                    | Richard Todd, Peter Finch, James Robertson Justice                         | Aventure           | Walt Disney Productions                                   |
| The Story of Will Rogers                   | Michael Curtiz                 | Will Rogers Jr., Jane Wyman                                                | Film biographique  |                                                           |
| Sudden Fear                                | David Miller                   | Joan Crawford, Jack Palance, Gloria Grahame                                | Film noir          | RKO Pictures                                              |
| Susie the Little Blue Coupe                | Clyde Geronimi                 |                                                                            | Dessin animé       | Walt Disney Productions                                   |
| The Thief                                  | Russell Rouse                  | Ray Milland, Martin Gabel                                                  | Film noir          | United Artists                                            |
| This Is Cinerama                           | Merian C. Cooper               | Lowell Thomas                                                              | Documentaire       |                                                           |
| This Woman is Dangerous                    | Felix E. Feist                 | Joan Crawford, Dennis Morgan                                               | Drame              | Warner Bros.                                              |
| Three for Bedroom "C"                      | Milton H. B                    | Gloria Swanson, James Warren                                               | Comédie            | Warner Bros.                                              |
| Les Diables de l'Oklahoma (Thunderbirds)   | John H. Auer                   | John Derek, John Drew Barrymore                                            | Film de guerre     |                                                           |
| Trance and Dance in Bali                   | Margaret Mead, Gregory Bateson |                                                                            | Documentaire       |                                                           |
| Trick or Treat                             |                                | Donald Duck                                                                | Dessin animé       | Walt Disney Productions                                   |
| Triplet Trouble                            | Hanna-Barbera                  | Tom and Jerry                                                              | Dessin animé       | MGM                                                       |
| The Turning Point                          | William Dieterle               | William Holden, Edmond O'Brien                                             | Film noir          | Paramount Pictures                                        |
| Two Little Indians                         | Hanna-Barbera                  | Tom and Jerry                                                              | Dessin animé       | MGM                                                       |
| The Two Mouseketeers                       | Hanna-Barbera                  | Tom and Jerry                                                              | Dessin animé       | MGM                                                       |
| Untamed Frontier                           | Hugo Fregonese                 | Joseph Cotten, Shelley Winters, Scott Brady                                | Western            |                                                           |
| Viva Zapata !                              | Elia Kazan                     | Marlon Brando, Jean Peters, Anthony Quinn                                  | Film historique    |                                                           |
| Water, Water Every Hare                    | Charles M. Jones               | Bugs Bunny                                                                 | Dessin animé       | Warner Bros.                                              |
| We're Not Married!                         | Edmund Goulding                | Ginger Rogers, Marilyn Monroe                                              | Comédie romantique | 20th Century Fox                                          |
| What Price Glory                           | John Ford                      | James Cagney, Dan Dailey                                                   | Film de guerre     | 20th Century Fox                                          |
| When in Rome                               | Clarence Brown                 | Van Johnson, Paul Douglas                                                  | Comédie            | MGM                                                       |
| The Wild North                             | Andrew Marton                  | Stewart Granger, Wendell Corey, Cyd Charisse                               | Western            |                                                           |
| With a Song in My Heart                    | Walter Lang                    | Susan Hayward, Rory Calhoun                                                | Film biographique  |                                                           |
| Without Warning!                           | Arnold Laven                   | Adam Williams, Edward Binns                                                | Film noir          | United Artists                                            |
| The World in His Arms                      | Raoul Walsh                    | Gregory Peck, Ann Blyth                                                    | Aventure           | Universal Pictures                                        |
| Young Man with Ideas                       | Mitchell Leisen                | Glenn Ford, Ruth Roman                                                     | Comédie            |                                                           |
| Zombies of the Stratosphere (en)           | Fred C. Brannon                |                                                                            | Serial             | Republic Pictures                                         |